# Triturus blasii
Triturus blasii is een in onbruik geraakte wetenschappelijke naam voor een salamander uit de familie echte salamanders (Salamandridae). De naam Triturus blasii werd gegeven aan een als soort beschreven salamander die voorkomt in het midden en noorden van Frankrijk. Uit onderzoek blijkt echter dat het een hybride betreft tussen de marmersalamander (Triturus marmoratus) en de kamsalamander (Triturus cristatus). Hierdoor wordt Triturus blasii niet meer als aparte soort erkend.
De hybriden vertonen duidelijk verschillen met de kamsalamander en marmersalamander, zo worden ze groter en zijn in tegenstelling tot de andere twee soorten het gehele jaar in het water te vinden.